# Obliterador

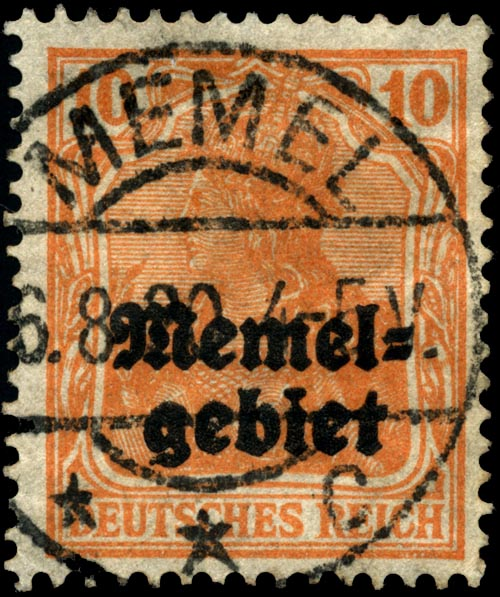
Obliteració d'un segell amb sobrecàrrega de Memel d'Alemanya

Es diu obliterador, estampilla o mata-segells a la marca tintada, dita obliteració, emprada pels serveis de correus per a invalidar un segell de manera que no es torni a utilitzar.
Amb el naixement dels segells a mitjan segle xix va aparèixer el problema d'haver d'evitar que s'utilitzessin en ocasions successives eludint així l'obligació del seu pagament. Per això es va crear un segell o timbre que en l'argot postal espanyol es diu «matasellos».
És una de les marques postals que els serveis de Correu estampen o estampaven sobre els efectes postals franquejats. Altres poden ser les marques de certificat, les taxes, els portejos o els datadors. Totes aquestes marques poden ser manuscrites, tot i que el més usual és que provinguin de l'estampació d'un encuny.
Limitant-nos a la funció d'obliteració, l'encuny emprat pot ser un d'específic o bé un datador; en aquest cas la seva estampació complia un doble objectiu: la obliteració i el registre de la data de sortida de l'efecte postal.
A l'estat espanyol el primer obliterador nascut amb aquesta funció exclusiva va ser l'anomenat 'Aranya', al 1850, tot i que també s'utilitzava el datador d'origen prefilatèlic 'Baeza', que data de 1842.
D'aleshores ençà s'han dissenyat i emprat multitud d'encunys manuals (i també sistemes mecànics d'anul·lació, com els rodets) que han tingut vigències limitades.
Podem classificar els obliteradors en els següents tipus:
- Muts. Les parrilles, les reixetes, els diferents rombos de punts, etc.
- Numerals. Incorporen un número indicatiu de l'estafeta o administració postal d'origen.
- Datadors. Descriuen la oficina/estafeta d'origen i la data de sortida de l'efecte cap el seu destí

## Abreviatures utilitzades en els obliteradors
- OP: Oficina Principal (de correus a la localitat en qüestió)
- PD: Publicitat Directa